# چراغ دل: داستان‌های برگزیده (رمان)
چراغ دل: داستان‌های برگزیده (انگلیسی: Heart Lamp: Selected Stories) مجموعه‌ای از داستان‌های کوتاه نوشته نویسنده زن هندی، بانو مشتاق است که در فاصلهٔ سال‌های ۱۹۹۰ تا ۲۰۲۳ به زبان کنادا نوشته شده و توسط دیپا بهاستی به انگلیسی ترجمه شده است. این مجموعه شامل دوازده داستان درباره زندگی زنان مسلمان در جنوب هند است و مضامینی چون پدرسالاری، نابرابری جنسیتی و تاب‌آوری را بررسی می‌کند. کتاب در تاریخ ۱۰ سپتامبر ۲۰۲۴ توسط نشر And Other Stories در بریتانیا منتشر شد.
این اثر در سال ۲۰۲۵ برندهٔ جایزه بین‌المللی بوکر شد؛ به‌عنوان نخستین کتاب به زبان کنادا و نیز اولین مجموعهٔ داستان کوتاه که موفق به دریافت این جایزه گردیده‌است.

## خلاصه
مجموعهٔ چراغ دل: داستان‌های برگزیده شامل ۱۲ داستان کوتاه است که بانو مشتاق در طول سه دهه نوشته و توسط دیپا بهاستی به زبان انگلیسی ترجمه شده‌اند. این داستان‌ها به تجربه‌های زنان مسلمان در جنوب هند می‌پردازد و موضوعاتی همچون نابرابری جنسیتی، ایمان و فشارهای اجتماعی را با طنز تلخ و عمق عاطفی به تصویر می‌کشد.
داستان‌های کلیدی این مجموعه شامل Stone Slabs for Shaista Mahal «سنگ‌فرش‌ها برای محل شایسته» و A Decision of the Heart «تصمیمی از دل» است که به بررسی نقش‌های جنسیتی و انتظارات اجتماعی می‌پردازد. داستان اصلی مجموعه برگرفته از حادثه‌ای در زندگی شخصی بانو مشتاق است که در مواجهه با مشکلات ازدواج، مادری و زندگی خانوادگی، خود را با نفت آغشته می‌کند. در این داستان، کودکان قهرمان داستان وارد ماجرا می‌شوند و به او یادآوری می‌کنند که دوست داشته می‌شود و درک می‌گردد.  
این مجموعه بخشی از جنبش باندایا است؛ جنبش ادبی کنادایی که به نقد کاست، طبقه و سرکوب مذهبی می‌پردازد. در ترجمهٔ انگلیسی، کلمات کنادا، اردو و عربی حفظ شده تا اصالت فرهنگی اثر حفظ شود.
مجموعه شامل داستان های زیر است: 
- "Stone Slabs for Shaista Mahal" (سنگ‌فرش‌ها برای محل شایسته)
- "Fire Rain" (باران آتش)
- "Black Cobras" (کبراهای سیاه)
- "A Decision of the Heart" (تصمیمی از دل)
- "Red Lungi" (لنگی سرخ)
- "Heart Lamp" (چراغ دل)
- "High-Heeled Shoe" (کفش پاشنه‌بلند)
- "Soft Whispers" (نجواهای نرم)
- "A Taste of Heaven" (طعمی از بهشت)
- "The Shroud" (کفن)
- "The Arabic Teacher and Gobi Manchuri" (معلم عربی و گوبی مانچوری)

- "Be a Woman Once, Oh Lord" (یک‌بار زن باش، ای خدا!)

## توسعه و انتشار
داستان‌های مجموعهٔ چراغ دل: داستان‌های برگزیده توسط مترجم، دیپا بهاستی، از میان شش مجموعه داستان کوتاه کنادایی بانو مشتاق که بین سال‌های ۱۹۹۰ تا ۲۰۲۳ نوشته شده‌اند، انتخاب شده‌اند. هدف از ترجمه این مجموعه، معرفی آثار بانو مشتاق به مخاطبان بین‌المللی بوده است. این پروژه بر پایه موفقیت مجموعه پیشین ترجمه‌شده مشتاق، یعنی «حسینه» و داستان‌های دیگر شکل گرفته است که در سال ۲۰۲۴ جایزه ترجمه انجمن PEN انگلیس را کسب کرد.کتاب چراغ دل در تاریخ ۱۰ سپتامبر ۲۰۲۴ توسط نشر And Other Stories در بریتانیا منتشر شد.

## نقد
مجموعه داستان‌های چراغ دل: داستان‌های برگزیده با استقبال گسترده‌ای مواجه شد. روزنامه هندو آن را «مطالعه‌ای جدی با چاشنی طنز» توصیف کرد و به تمرکز کتاب بر زندگی زنان مسلمان و حفظ عناصر زبانی محلی در ترجمه اشاره کرد. نشریه Mint (مینْت) این اثر را «کاوشی چندلایه در دینامیک‌های جنسیتی» خواند. هفته (The Week) به ترکیب طنز و موضوعات جدی در کتاب اشاره کرد و آن را «شایسته رقابت در جایزه بوکر» دانست. مجله ادبی ضمیمه تایمز از «عمق عاطفی و ویژگی‌های فرهنگی خاص» کتاب ستایش کرد. وب‌سایت اسکرول.این روایت‌های «سرشار از خشم» و نقد پدرسالاری را تحسین نمود. ایندین اکسپرس نیز به تصویر «تناقض‌ها و ظرافت‌های» زندگی مسلمانان در این کتاب اشاره کرد. گاردین از رویکرد «رادیکال» ترجمه در حفظ واژگان محلی تمجید کرد. برخی منتقدان اشاره کردند که کلمات ترجمه‌نشده ممکن است برای خوانندگان غیرمحلی چالش‌برانگیز باشد اما به اصالت اثر افزوده است. 
کتاب در سال ۲۰۲۵ در مراسم جایزه بین‌المللی بوکر که در موزه تیت مدرن لندن برگزار شد، موفق به کسب این جایزه شد. 

## جوایز
- جایزه بوکر بین‌المللی (۲۰۲۵) - جایزه‌ای به ارزش ۵۰ هزار پوند که بین نویسنده و مترجم تقسیم می‌شود. [۲۹] [۳۰] [۳۱]